# Renée Watson
Renée Watson (Paterson, 29 luglio 1978) è una scrittrice statunitense.
L'autrice è nota per aver scritto libri per bambini e per il suo romanzo per giovani adulti, vincitore di numerosi premi e bestseller del New York Times, Piecing Me Together, per il quale ha ricevuto il John Newbery Honor e il Coretta Scott King Author Award. Watson ha inoltre fondato l'organizzazione no profit I, Too, Arts Collective per fornire programmi di arti creative alla comunità di Harlem.

## Biografia
Watson è nata a Paterson, nel New Jersey, ed è cresciuta nel nord-est di Portland, nell'Oregon, dopo il divorzio dei suoi genitori. L'autrice ha frequentato la Vernon Elementary School, la Binnsmead Middle School e la Jefferson High School a Portland, nell'Oregon. Era inoltre un membro della Chiesa battista missionaria di Antiochia, dove recitava spesso delle poesie. I suoi poeti preferiti erano Maya Angelou e Langston Hughes. L'opera di Sandra Cisneros The House on Mango Street è stata una delle opere formative della sua infanzia. Si è trasferita a New York nel 2005 dove ha frequentato la The New School per studiare scrittura creativa e arteterapia.
La carriera di Watson come autrice è iniziata nel 2009, e il suo primo libro per bambini, A Place Where Hurricanes Happen, è stato pubblicato il 22 giugno 2010. Il suo secondo libro illustrato, Harlem's Little Blackbird: The Story of Florence Mills, è stato pubblicato il 23 ottobre 2012 e ha ricevuto numerosi premi e nomination. I romanzi successivi sono stati This Side of Home (pubblicato il 3 febbraio 2015), Piecing Me Together (pubblicato il 14 febbraio 2017) e Watch Us Rise (12 febbraio 2019). La sua poesia Black Like Me è stata pubblicata da Rethinking Schools, insieme ad altri articoli e interviste scritte da Watson. La sua poesia appare anche in Theatre of the Mind e With Hearts Ablaze. Il suo romanzo Ways to Make Sunshine è stato pubblicato il 28 aprile 2020.

## Opere
Libri illustrati
- A Place Where Hurricanes Happen, illustrato da Shadra Strickland (Random House, 2010)
- Harlem's Little Blackbird: The Story of Florence Mills, illustrato da Christian Robinson (Random House, 2012)
- The 1619 Project: Born on the Water, scritto in collaborazione con Nikole Hannah-Jones, illustrato da Nikkolas Smith (Penguin Young Readers, 2021)

Romanzi per giovani adulti
- This Side of Home (Bloomsbury, 2015)
- Piecing Me Together (Bloomsbury, 2017)
- Watch Us Rise, scritto in collaborazione con Ellen Hagan (Bloomsbury, 2019)
- Love is a Revolution (Bloomsbury, 2021)

Romanzi per giovani
- What Momma Left Me (Bloomsbury, 2010)
- Betty Before X, scritto in collaborazione con Ilyasah Shabazz (Macmillan, 2018)
- Some Places More Than Others (Bloomsbury, 2019)
- Ways to Make Sunshine (Bloomsbury, 2019)

Contributi
- The Hunter Maiden: Feminist Folktales from Around the World di Ethel Johnston Phelps (The Feminist Press, 2017)
- Black Enough: Stories of Being Young & Black in America, a cura di Ibi Zoboi (Balzer + Bray, 2019)
- The (Other) F Word: A Celebration of the Fat and Fierce, a cura di Angie Manfredi (Amulet, 2019)

## Premi
- 2018: John Newbery Honor per Piecing Me Together (Bloomsbury, 2017)[16]
- 2018: Vincitore, Coretta Scott King Author Award per Piecing Me Together (Bloomsbury, 2017)[17]